# 西谷泰人
西谷 泰人（にしたに やすと、1954年1月9日 - ）は日本の手相家。夢判断、方位判断も行う。ライフコンサルタントの肩書もある。
1992年の毎日新聞の記事では、宗教団体コスモメイト（現ワールドメイト）役員の手相鑑定家とされている。1998年当時のワールドメイト公式サイトでは「西谷泰人 トークショー」というコーナーを設けてワールドメイトの主要人物として扱っていた。
2001年以降、どこにも所属せず、独自に著作、鑑定を行っている。
手相家の育成にも力を注いでおり、2016年時点では4000人のプロ手相家を育てたとされる。鑑定した人数は7万人を超え、著書の国内累計は2016年時点で230万部を突破している。また、テレビ番組『笑っていいとも!』にレギュラー出演するほか、テレビ出演は2016年時点で200回を超す。

## 著書
下記の書籍以外にも、たちばな出版や創文から出版された多数の著書がある。
- 『流年法入門 手相百発百中 年月もズバリと当てる驚異の新手相術』キリン企画、1979年。
- 『幸せ!結婚占い』中央アート出版社、1983年。ISBN 978-4-88639-441-5
- 『手相による運命操縦法 人生が100倍充実する』中央アート出版社、1984年。ISBN 978-4-88639-470-5
- 『的中手相術入門 災難を避け、幸運を呼ぶ秘法』日本文芸社、1985年。ISBN 978-4-537-00350-5
- 『オールカラー完全図解 見てわかる手相術 ズバリ当たるカンタン手相法』日本文芸社、1987年。ISBN 978-4-537-01293-4
- 『大想念 思った通りの自分になれる』曙出版、1987年。ISBN 978-4-7508-0533-7
- 『大開運 みるみる運が向いてくる!』学習研究社、1988年。ISBN 978-4-05-102829-9
- 『未来予知はできる 西谷泰人のニューヨーク書下ろし』シルバーバック、2001年。ISBN 978-4-921128-15-9
- 『人生は三度チャンスがやってくる 成功には法則がある』シルバーバック、2001年。ISBN 978-4-921128-14-2
- 『365日使える奇跡の方位術! 今日のあなたの吉方位』マガジンハウス、2012年。ISBN 978-4-8387-2463-5
- 『吉方旅行 方位のパワーで幸運を引き寄せる!』マガジンハウス、2013年。ISBN 978-4-8387-2516-8
- 『夢をかなえる手相の本 恋愛 結婚 転機ハッピータイミングがピタリとわかる!』学研パブリッシング、2013年。ISBN 978-4-05-800069-4
- 『願いをかなえる夢の見かた』学研パブリッシング、2014年。ISBN 978-4-05-406074-6
- 『幸せグセがつくきらめきのルール』学研パブリッシング、2014年。ISBN 978-4-05-405947-4
- 『幸せグセがつく黄金のルール』学研パブリッシング、2016年。ISBN 978-4-05-406452-2
- 『方位のパワーで幸運を引き寄せる! 吉方旅行 最新版』マガジンハウス、2016年。ISBN 978-4-8387-2894-7
- 『運がいいのは、どっち! ? 手相術』学研プラス、2016年。ISBN 978-4-0580-0682-5
エッセイストの三浦暁子は、本書の「手相に吉線が出ていないなら、自分で描く」という運命を自分で呼び込むスタンスを評価している[7]。

## テレビ出演
- 笑っていいとも！（フジテレビ）レギュラー2005年春～夏。
- クメピポ! 絶対あいたい1001人（TBSテレビ）レギュラー2009年春～夏